# エルンスト・ヒルデブラント
エルンスト・ヒルデブラント（Ernst Wilhelm Hildebrand、1833年3月8日 - 1924年11月17日）はドイツの画家である。肖像画や歴史画を描いた。

## 略歴
現在のブランデンブルク州のファルケンベルクの荘園主で、鉄道の駅長も務めた人物の息子に生まれた。弟に測量機械などを製造する会社を創業したマックス・ヒルデブラント(de:Max Hildebrand:1839-1910)がいる。
ベルリンでカール・シュテフェックに学び、1年間パリで修行をした以外はベルリンで修行した。1875年にカールスルーエの美術学校の教授に任じられ、1880年からはアントン・フォン・ヴェルナーの推薦で、カール・グッソーの後任として、ベルリンの美術アカデミーの教授に任じられた。ヒルデブラントの教えた画家にはカール・レヒリンク (1855-1920)やフリードリヒ・カールモルゲン (1856-1924)、ペドロ・ヴァインゲルトナー(1853-1929)らがいる。1885年に健康上の理由で教授を辞したが、その後も何度か美術アカデミーの理事を務めた。
初めや装飾画や歴史画を描いたが、1890年代から人物画、肖像画を描くようになり人気のある画家になった。バーデン大公と大公爵夫人やイツ皇太子フリードリヒ3世の家族なども描いた。
1898年に赤鷲勲章を受勲した。

## 作品

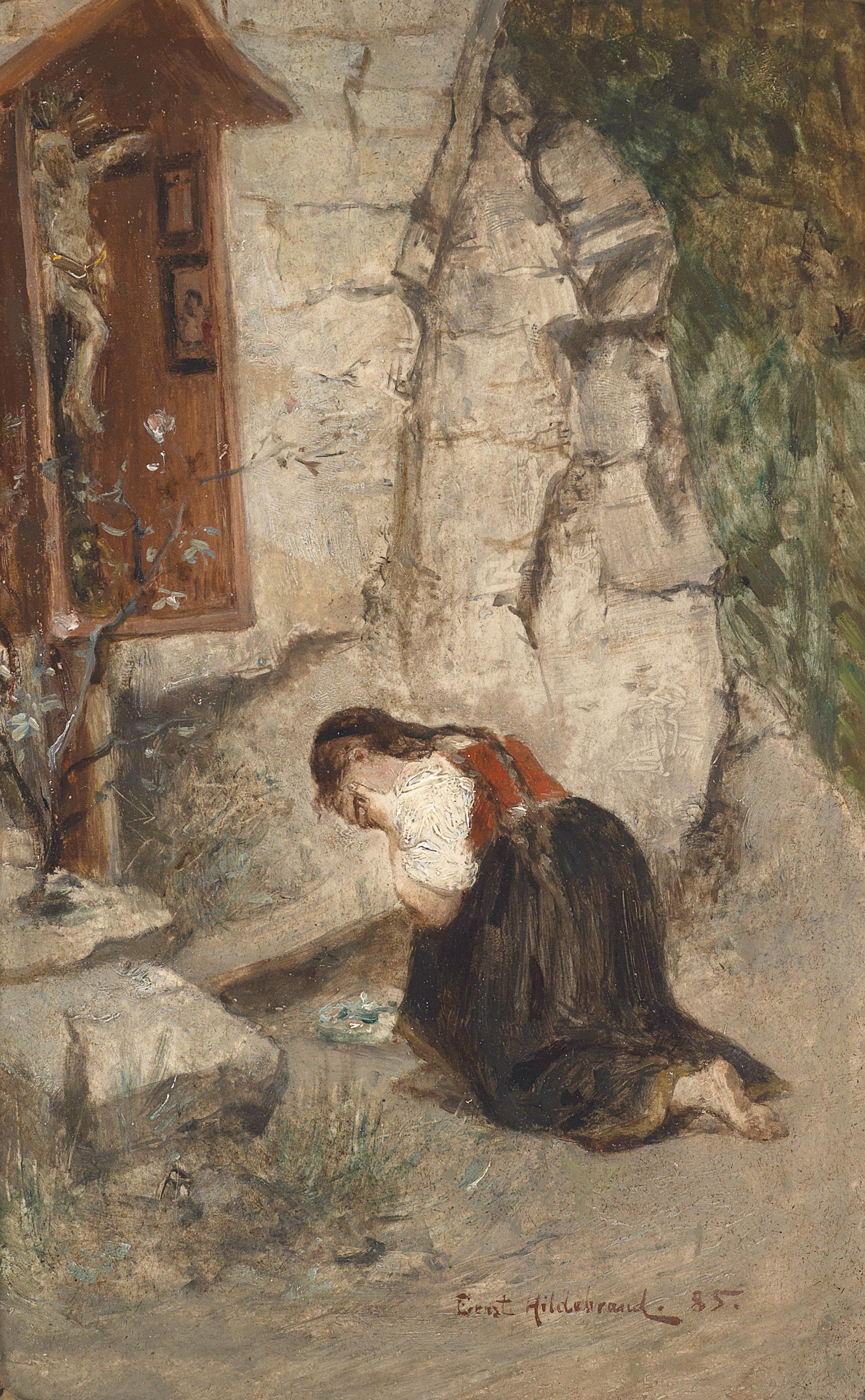
『絶望』 (1885)
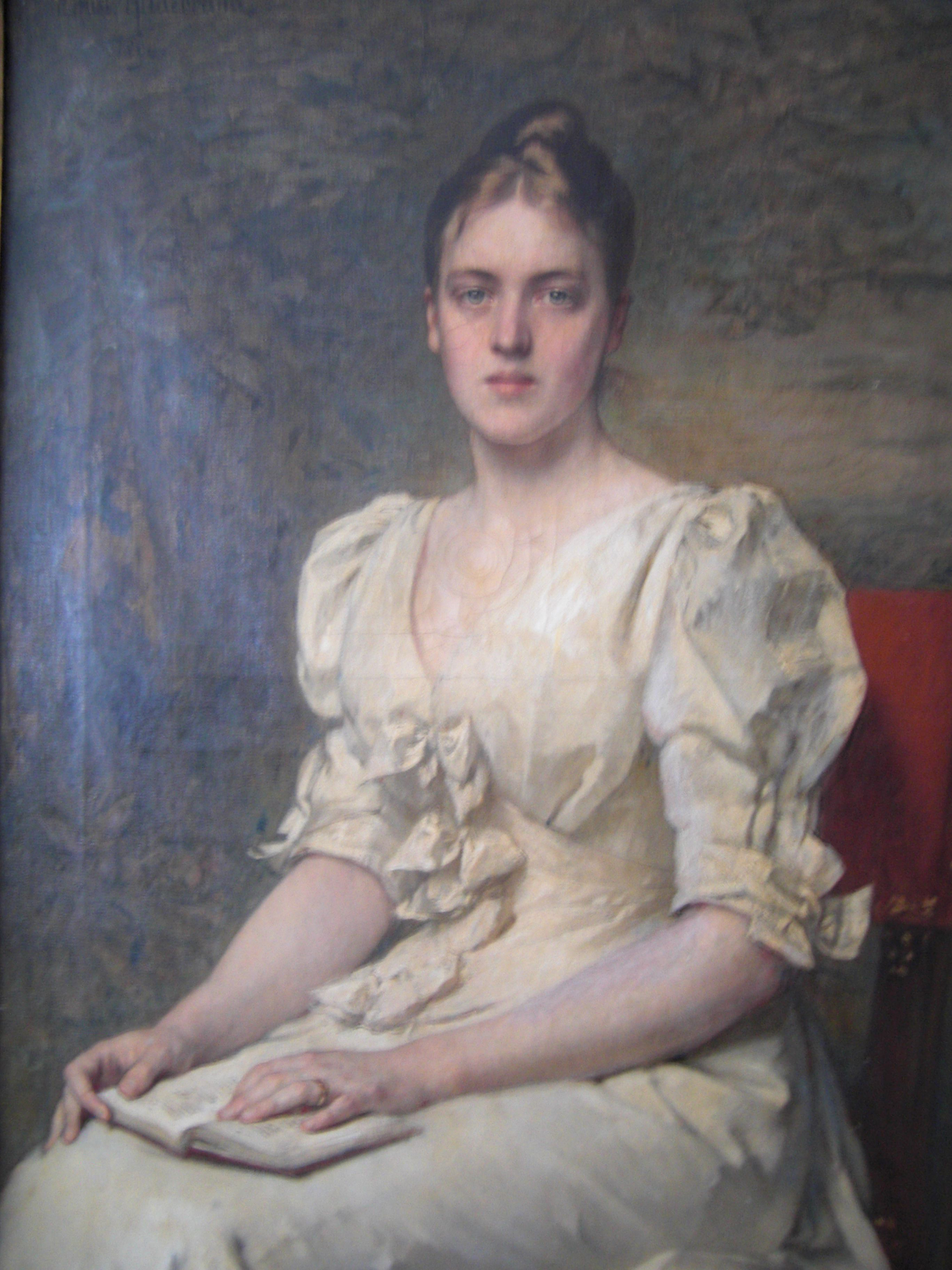
Hedwig Hildebrand(娘) (1891)
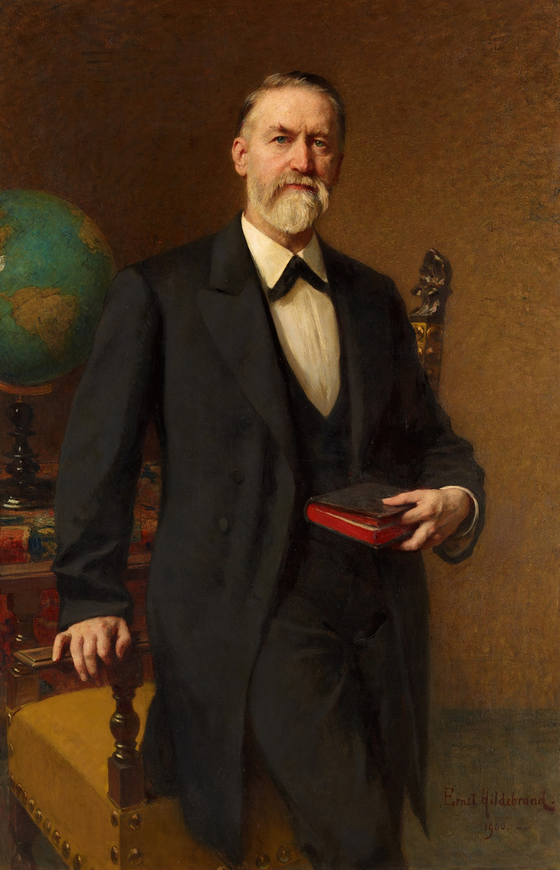
アルトゥル・アウヴェルス-天文学者 (1900)
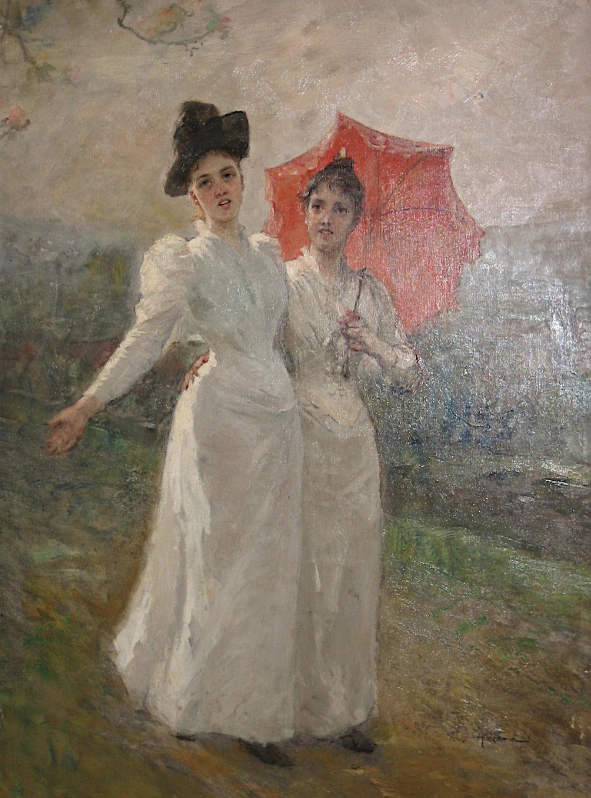
2人の女性の春の散歩 (1894)

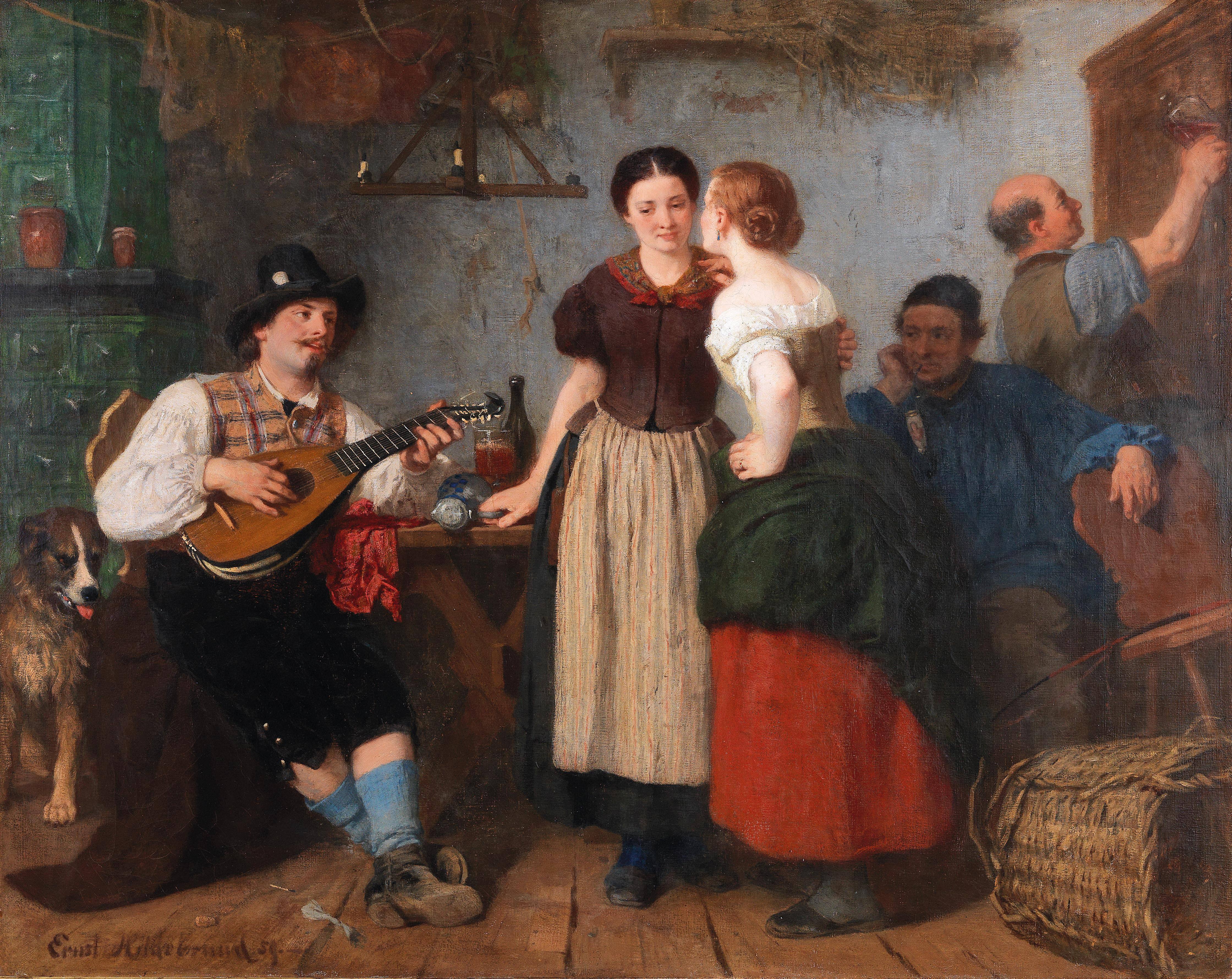
チロルの料理店の人々
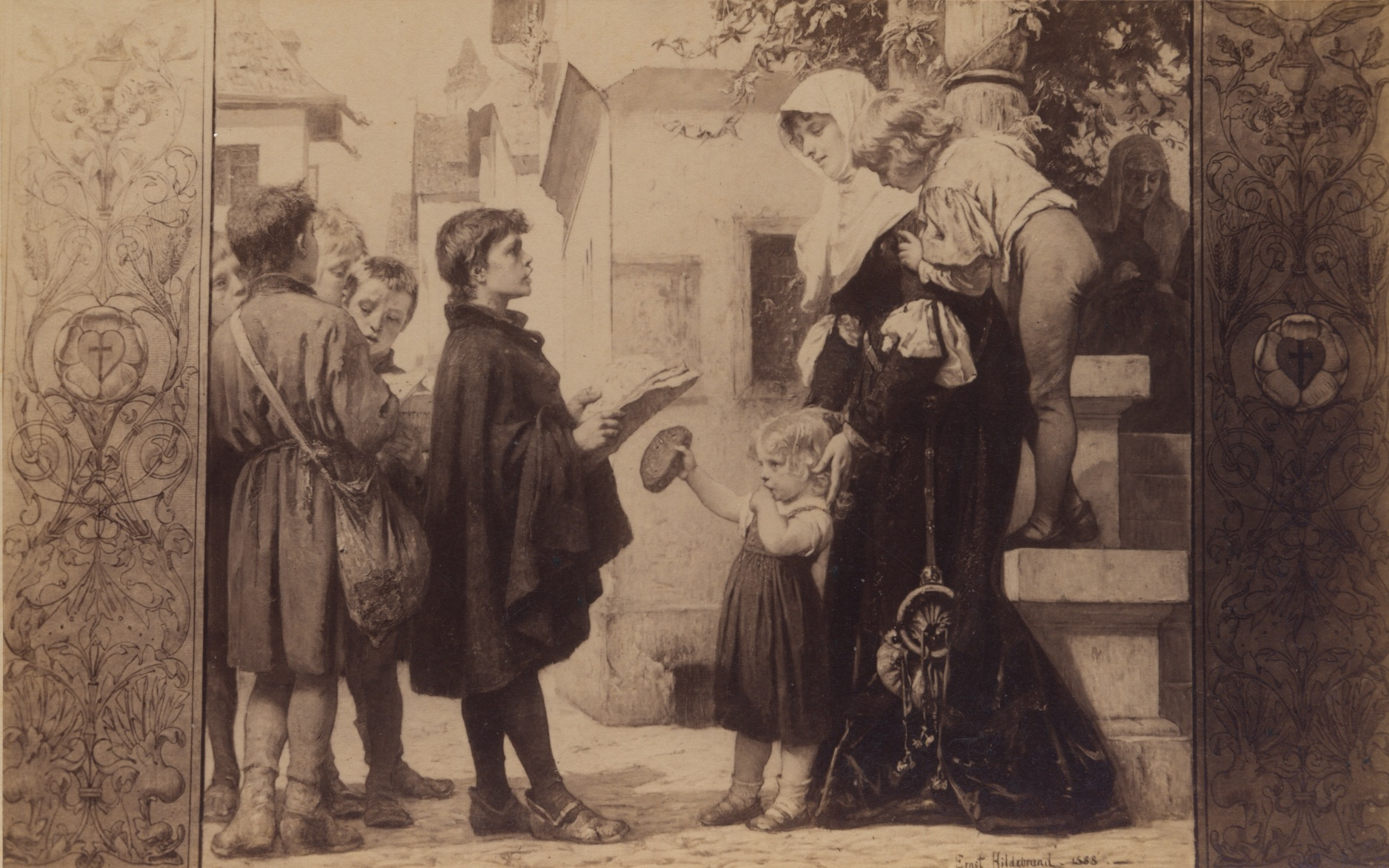
少年時代のルター
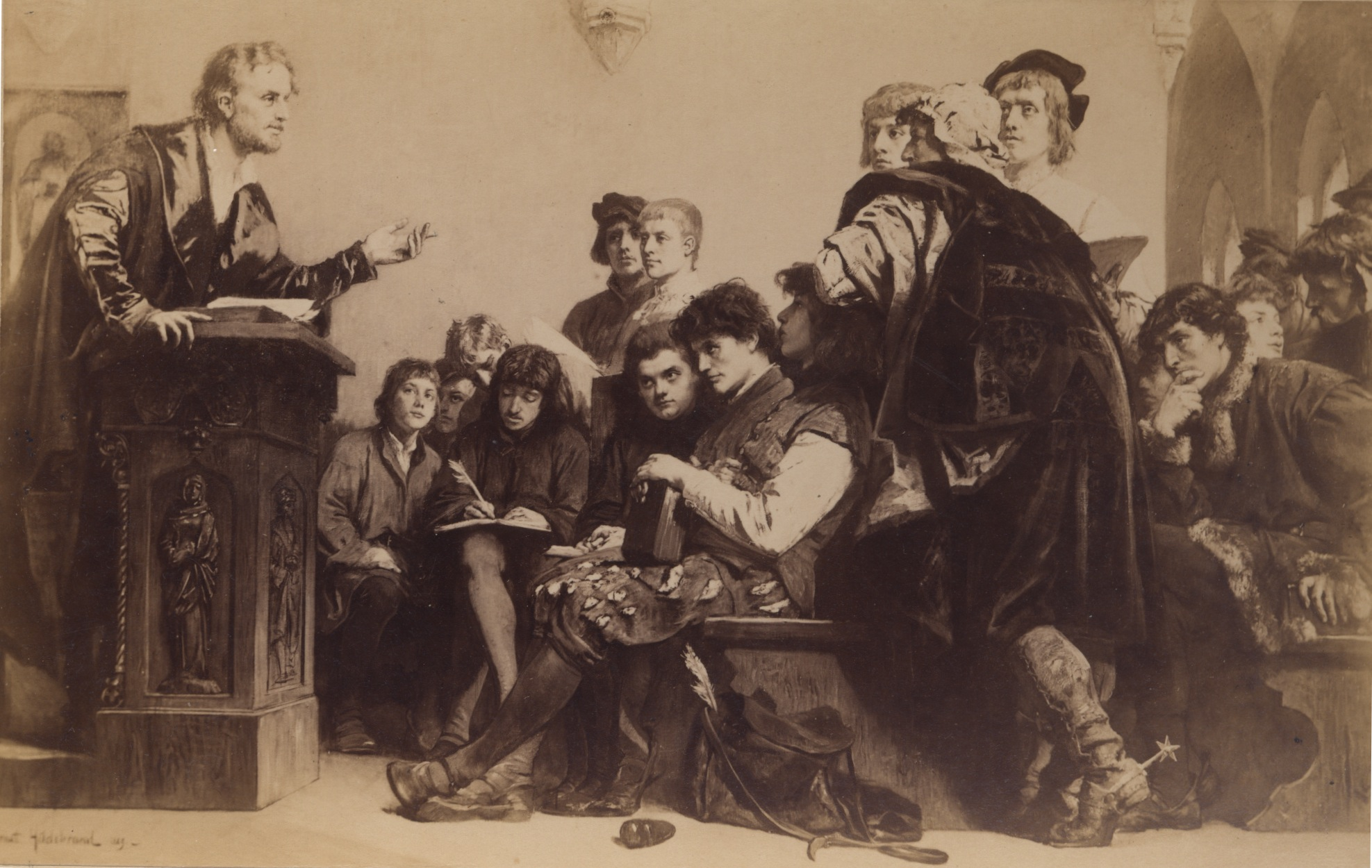
学生に講義するフィリップ・メランヒトン